# Falcon 9 FT
Falcon 9 Full Thrust – trzecia, czwarta i piąta wersja rakiet z rodziny Falcon 9, znane także jako Falcon 9 v1.2. W tej wersji wprowadzono liczne zmiany konstrukcyjne wynikające z doświadczeń zdobytych przy poprzednich startach. Powiększono zbiorniki paliwa, wzmocniono strukturę kadłuba i podpory rakiety. Całkowita wysokość zwiększyła się w porównaniu do wersji Falcon 9 1.1 o 1,5 metra i wynosi 70 metrów. Wersja FT została wyposażona w zmodernizowane silniki Merlin 1D o zwiększonej mocy. 22 grudnia 2015 roku odbył się start pierwszego egzemplarza tego modelu zakończony wyniesieniem na orbitę satelitów Orbcom i po raz pierwszy w historii odzyskaniem pierwszego stopnia rakiety, który wylądował na przylądku Canaveral na specjalnie do tego celu przygotowanym lądowisku "Landing Zone 1".
8 kwietnia 2016 Falcon 9 Full Thrust wyniósł na orbitę statek zaopatrzeniowy do stacji ISS Dragon CRS-8. Pierwszy stopień rakiety zdołał wylądować na morzu na specjalnie do tego celu przystosowanej jednostce z lądowiskiem noszącej nazwę "Of Course I Still Love You".
14 sierpnia odbył się pierwszy lot czwartej wersji rakiety - Falcon 9 Full Thrust Block 4
Odzyskiwanie pierwszego stopnia rakiety jest uzależnione od rodzaju misji, ponieważ wymaga zabrania dodatkowej ilości paliwa, które jest konieczne do wyhamowania rakiety i na jej dolecenie do miejsca lądowania.

## Dane techniczne
| Kryteria               | Falcon 9 FT                           |
| ---------------------- | ------------------------------------- |
| Stopień 1              | 9 × Merlin 1D (zmodernizowany)        |
| Stopień 2              | 1 × Merlin 1D Vacuum (zmodernizowany) |
| Wysokość (m)           | 70                                    |
| Średnica (m)           | 3,7                                   |
| Ciąg początkowy (kN)   | 7 607                                 |
| Masa (t)               | 549,054                               |
| Średnica osłony (m)    | 5,2                                   |
| Ładunek na LEO (t)     | 22,8                                  |
| Ładunek na GTO (t)     | 8,3                                   |
| Ładunek na Marsa (t)   | 4,02                                  |
| Starty udane/wszystkie | 33/33                                 |

## Historia startów
Debiut rakiety nastąpił 22 grudnia 2015 roku.